# Huśtawka (obraz Auguste’a Renoira)
Huśtawka (fr. La Balançoire) – obraz olejny autorstwa francuskiego malarza impresjonisty Auguste’a Renoira, namalowany w roku 1876.
Renoir malował obraz podczas porannej pracy w ogrodzie przy ulicy Cortot w Paryżu. Do obrazu pozowała mu Joanna, która była pomocnicą krawiecką i którą artysta zobaczył w czasie balu w Moulin de la Galette. Obraz był kupiony przez Caillebotte’a; w 1929 roku trafił do Luwru. Obecnie znajduje się w Musée d’Orsay.